# Hasbruch
Hasbruch is een natuurgebied van 630 ha in de Duitse deelstaat Nedersaksen. Het is een grotendeels uit eiken en haagbeuken bestaand bos, dat ongeveer 20 km ten oosten van Oldenburg ligt. Hoewel het vaak als een oerbos wordt beschouwd, werden grote delen ervan eeuwenlang voor bosbouw benut.

## Geografie
Hasbruch (uitspraak: Hasbruuch) ligt in tussen afrit 18 en afrit 19 van de Autobahn A28 in de Landkreis Oldenburg, in de gemeenten Hude en Ganderkesee, aan de noordrand van het Naturpark Wildeshauser Geest en 10 km ten westen van het centrum van de stad Delmenhorst. De bodem van het gebied bestaat grotendeels uit kalkrijke leem. In combinatie met een hoge vochtigheid bevordert dit de groei van eiken, beuken en haagbeuken. In de negentiende eeuw werden in het gebied enkele naaldboomsoorten aangeplant.

## Geschiedenis
Hasbruch wordt voor het eerst genoemd in een oorkonde uit 1258, waarbij de toenmalige eigenaar van het gebied, het klooster van Hude, aan boeren in de omgeving de gebruiksrechten van het bos verleende. Het gebied, dat in die tijd aanzienlijk groter was dan tegenwoordig, werd tot in de achttiende eeuw door plaggen en (soms illegale) houtkap sterk verkleind. Hasbruch was bovendien eeuwenlang in gebruik als bosweide, totdat in de negentiende eeuw de boeren een voor een hun gebruiksrechten verkochten. De laatste deed dat in 1882. Tot die tijd gebruikten ze de beuken door op een hoogte van 2 - 3 meter om de 10 tot 40 jaar alle nieuw ontwikkelde takken af te hakken voor timmer- en brandhout.
De ontwikkeling van Hasbruch tot een natuur- en recreatiegebied begon in 1830, toen in het bos de eerste wandelpaden werden aangelegd. Op de open delen werd een eiken- en beukenbos aangelegd en de afwatering werd verbeterd. De tegenwoordig 180 - 200 jaar oude bomen stammen uit deze tijd, op een enkele plaats afgewisseld door veel oudere bomen. In 1889 werd bijna 17 ha van het bos aangemerkt als natuurgebied. Dat werd in 1938 uitgebreid tot 29 ha. In 1989 werd het gehele bos tot natuurgebied aangewezen, met een oppervlakte van 55,5 ha. Ongeveer 40 ha werd daarbij tot Naturwaldreservat verklaard, wat met zich meebrengt dat dit deel van Hasbruch niet voor bosbouw mag worden gebruikt en ook niet wordt onderhouden. Dit deel van het gebied wordt vaak als oerbos gezien.
Geleidelijk beginnen de beuken hier de overhand te krijgen omdat ze voor veel schaduw zorgen en daarmee andere soorten verdringen. De beuk kan zich op schaduwrijke plekken juist goed ontwikkelen. De eik, die tijdens de groei veel licht nodig heeft, komt hier alleen nog in een klein aantal sterke, oude exemplaren voor. 
Kunstschilders, onder andere twee hofschilders van de Groothertog van Oldenburg hebben in de eerste helft van de 19e eeuw de toen al zeer oude eiken op doek vastgelegd. Hierdoor, en door de belangstelling van natuurliefhebbers, werd Hasbruch al in de 19e eeuw bekend in Duitsland. Johann Georg Kohl, schrijver van reisverhalen en stadsbibliothecaris van Bremen, noemt deze schilderijen in een publicatie uit 1864. Ook beschrijft hij een bezoek aan het gebied samen met de hoofdboswachter. Deze liet hem een aantal tienvoetige eiken zien, d.w.z. met een doorsnee van 10 voet, circa 3 meter. Daarvan zouden er in die tijd nog ongeveer 100 hebben gestaan.

## Leeftijd van de bomen
Over de leeftijd van de oudste bomen kunnen slechts schattingen worden gedaan. J.G. Kohl baseert zich op een archief van Oberförster Ch.C. Erdmann. Daarin bevonden zich aantekeningen dat meerdere in die tijd gevelde eiken volgens berekeningen en telling van de jaarringen tussen de 1.000 en 1.100 jaar oud geweest moeten zijn. De leeftijd van de Friederikeneiche, die nu nog in het westelijk deel van het Naturwald staat, kan daarmee op ca. 1.200 jaar worden geschat.
Bij de berekening is ervan uitgegaan dat de gemiddelde breedte van een jaarring bij een eik van 160 - 200 jaar oud, ca. 2 mm bedraagt. De aangroei neemt af met de leeftijd, bij oudere eiken kan de gemiddelde aangroei 1,2 mm per ring zijn. Daarmee wordt de stam 2 cm per 8 jaar dikker. Bij een stamdoorsnee van 3 meter komt men uit op ongeveer 1.200 jaar.

## Bijzondere bomen

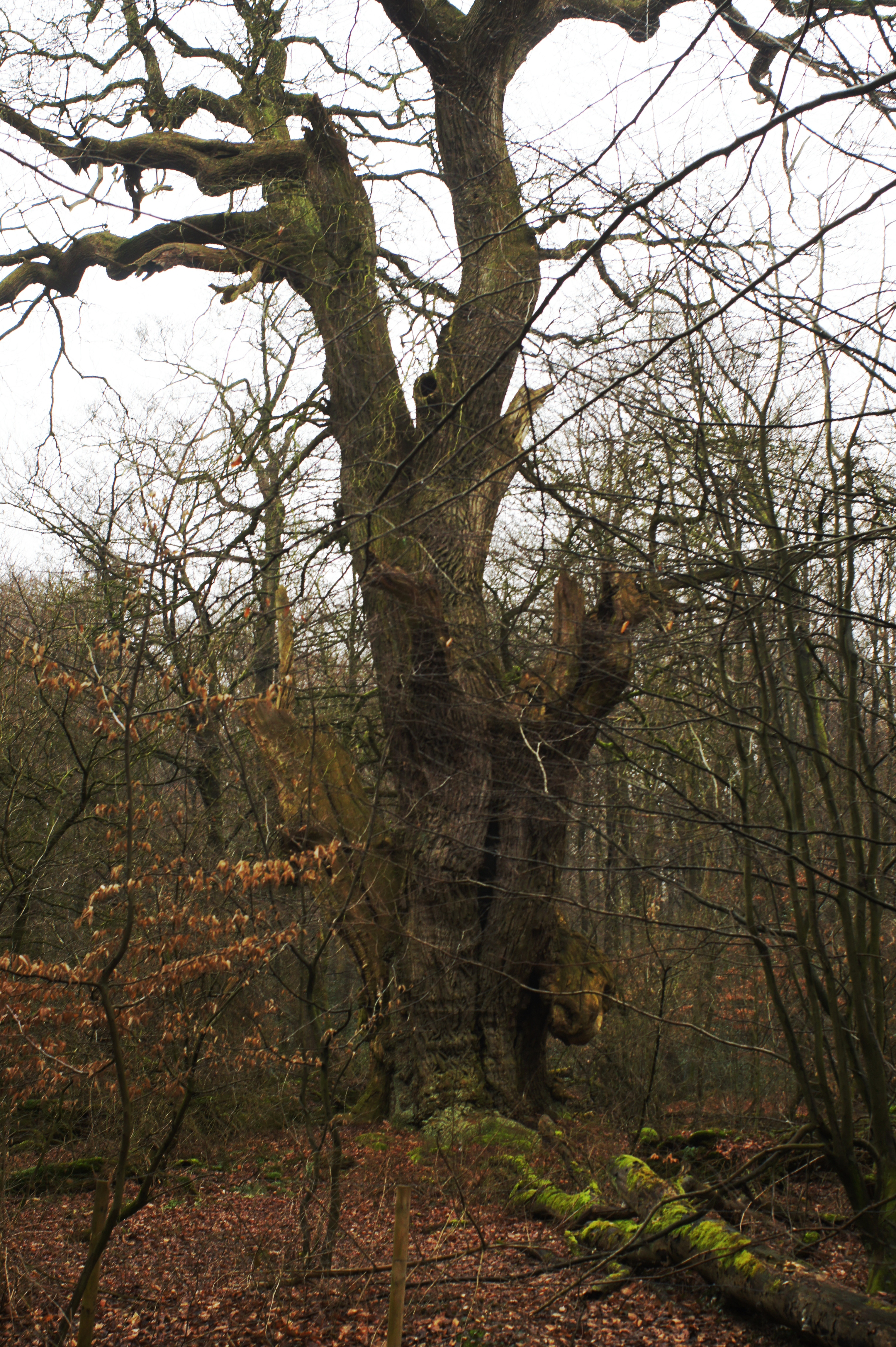
De Friederikeneiche in 2011

In Hasbruch staat een groot aantal zeer oude bomen, vooral eiken, waarvan enkele tot Naturdenkmal (letterlijk: "natuurmonument") zijn verklaard. Sommige van deze "duizendjarige eiken" kregen van hertog Peter I van Oldenburg eigen namen. Bij andere ontstonden die namen in de volksmond. Enkele van deze bomen zijn echter in de loop van de twintigste eeuw omgevallen.
- De Friederikeneiche, die is genoemd naar de tweede dochter van Groothertog Paul Friedrich August (1783 - 1853) heeft een leeftijd van circa 1.200 jaar. Het is de oudste levende eik in Hasbruch, die tevens wordt gezien als de oudste boom van Nedersaksen.           Een nakomeling van deze eik is voorjaar 2016 aangeplant in het landgoed bij Kasteel Eerde.
- De Amalieneiche, genoemd naar de eerste dochter van de Groothertog, gold met een leeftijd van rond 1250 jaar als de oudste en meest indrukwekkende eik van Hasbruch. In 1982 viel deze boom om, maar de resten ervan zijn nog altijd te bekijken.
- De Charlotteneiche, mogelijk genoemd naar de moeder van Peter I, Sophie Charlotte, prinses van Sleeswijk-Holstein-Sonderburg-Beck, is eveneens omgevallen.
- De Dicke Eiche ("Dikke Eik") brandde in 1923 af, nadat een roker onvoorzichtig was geweest.
- De Liedertafeleiche bezweek in 1926 onder een zware sneeuwlast.

Niet tot de "duizendjarige eiken" wordt de Elise-Fink-Eiche gerekend, die in 1949 werd genoemd naar de dichteres Elise Fink.

## Afbeeldingen

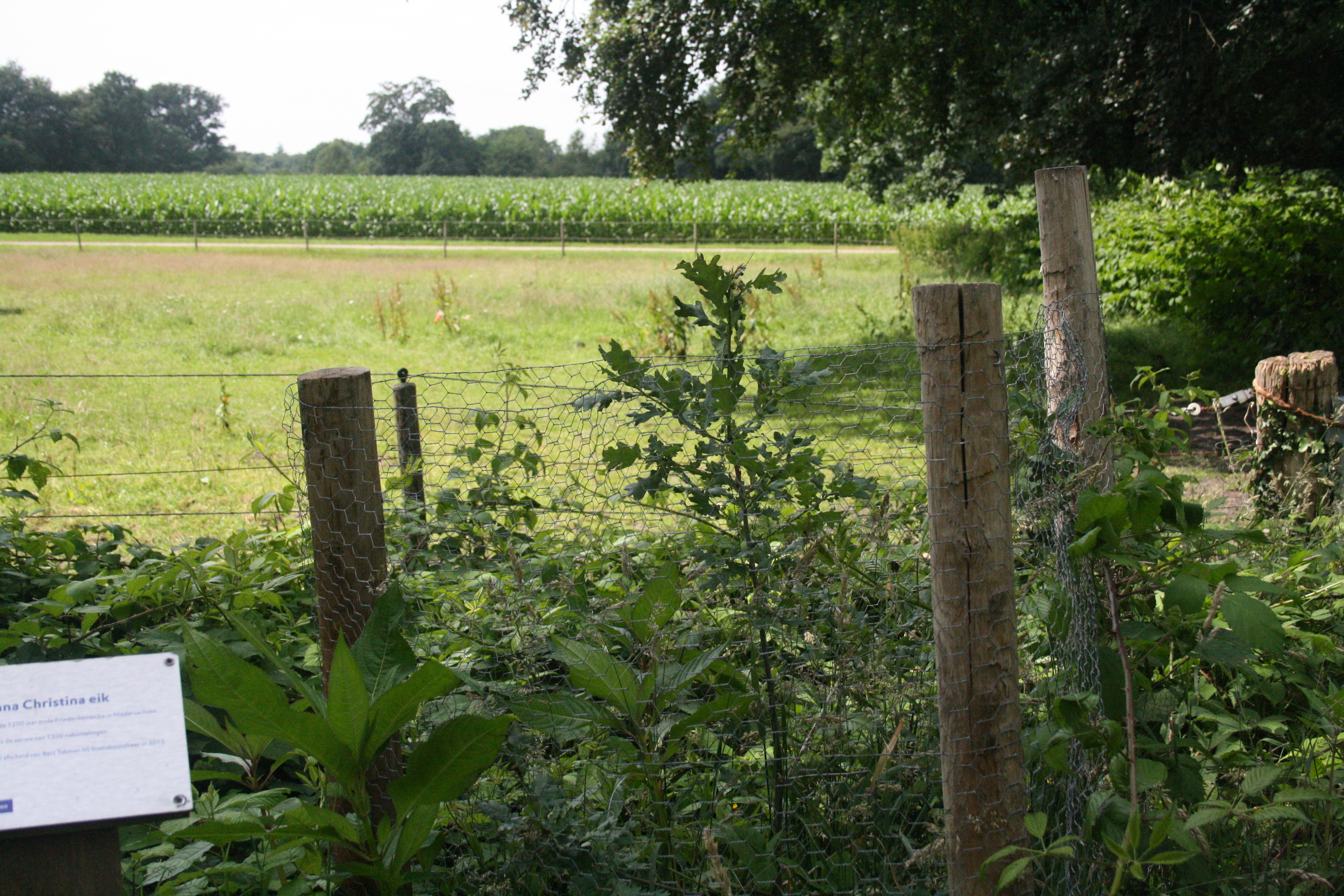
Nazaat Friederikeneiche op Landgoed Eerde (2016)
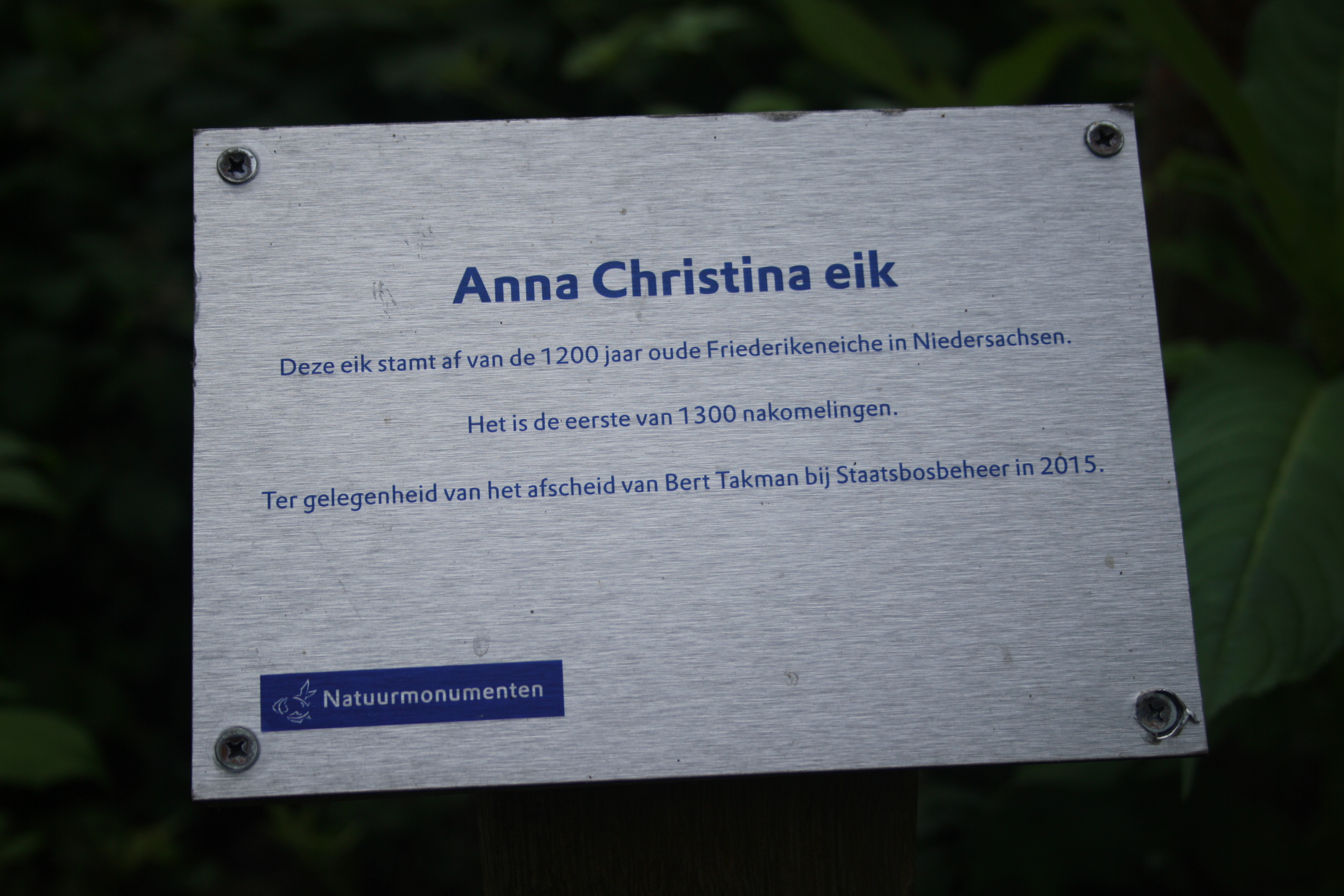
Naambordje op Landgoed Eerde (2016)
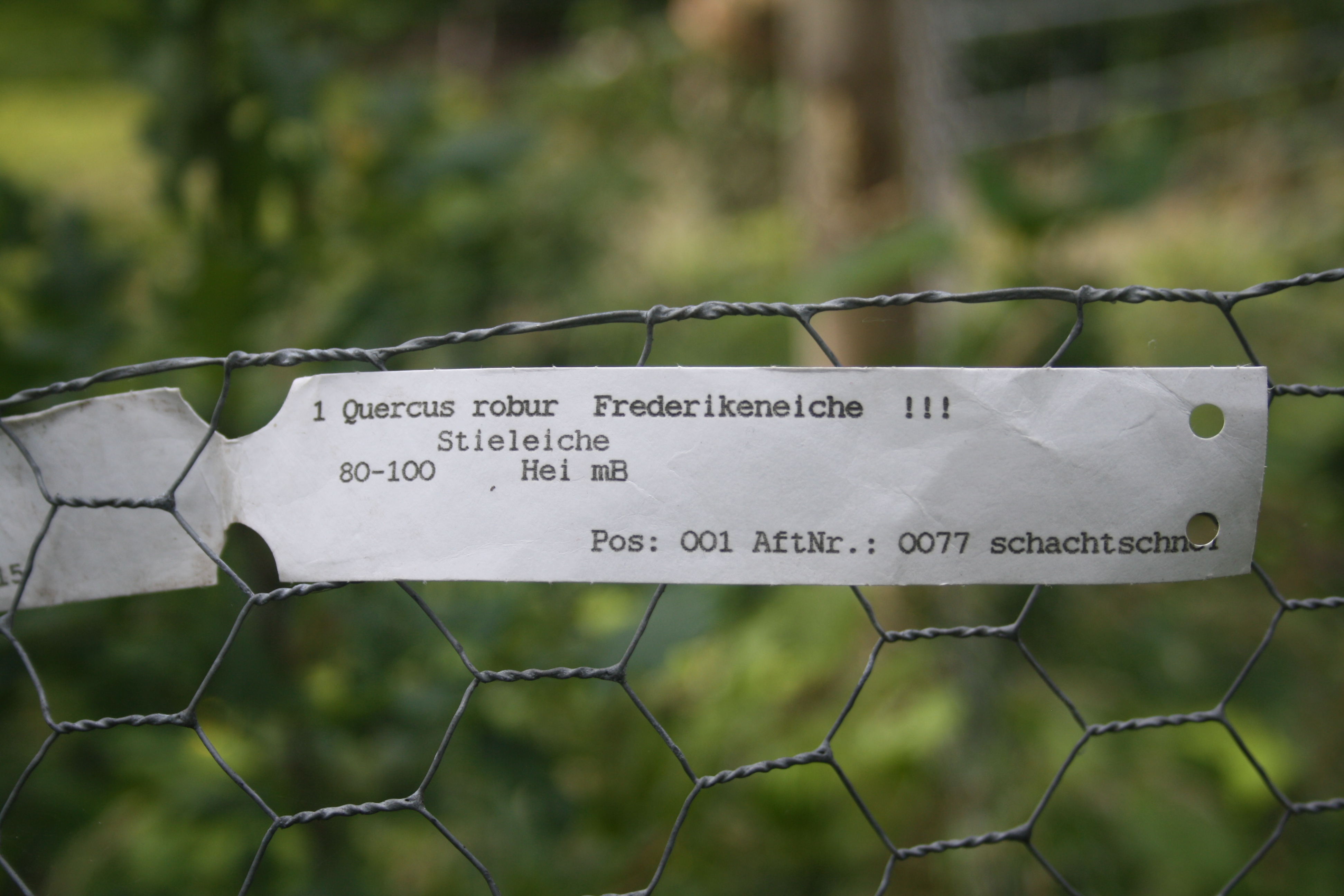
Label met afkomst op Landgoed Eerde (2016)